# Жан-Марк Сіво
Жан-Марк Сіво (фр. Jean-Marc Civault, нар. 6 червня 1965, Мартиніка) — французький футбольний тренер.

## Кар'єра тренера
Розпочав тренерську кар'єру 2012 року, увійшовши до тренерського штабу національної збірної Мартиніки, де пропрацював з 2012 по 2014 рік.
Протягом тренерської кар'єри також очолював команду клубу «Францискен».
З 2016 по 2017 рік очолював тренерський штаб національної збірної Мартиніки.